# 포르투 포도주 박물관
포르투 포도주 박물관(포르투갈어: Museu do Vinho do Porto)은 포르투갈 포르투에 있는 박물관이다. 이 박물관은 포르투 포도주의 역사를 전시하고 있다. 이 박물관은 도루강 옆에 있는 18세기 창고인 Companhia Geral da Agricultura das Vinhas do Alto Douro에 있다. 2004년 개관하였으며 2019년 3월 현재의 위치로 이전되었다.